# 돌런의 캐딜락
《돌런의 캐딜락》(영어: Dolan's Cadillac)은 2009년 공개된 캐나다의 범죄 영화로, 스티븐 킹의 동명의 중편소설을 영화화하였다. 웨스 벤틀리, 크리스천 슬레이터, 에마뉘엘 보지에가 출연했다.

## 줄거리
라스베가스에 사는 중학교 역사 교사 톰 로빈슨은 사랑하는 아내 엘리자베스와 함께 행복한 삶을 누린다. 어느 날, 엘리자베스는 사막에서 우연히 인신매매 현장을 목격하게 되고, 범죄 조직 보스인 지미 돌란이 밀입국자들을 살해하는 장면을 보게 된다. 엘리자베스는 간신히 도망치지만, 그녀가 떨어뜨린 휴대폰으로 인해 정체가 드러나고, 결국 협박을 받게 된다. 경찰의 도움으로 증인 보호 프로그램에 들어가지만, 엘리자베스가 임신을 확인하기 위해 잠시 밖으로 나갔다가 차량 폭탄 테러로 목숨을 잃는다.
아내를 잃은 슬픔과 분노에 휩싸인 톰은 복수를 결심하고 돌란을 추적하기 시작한다. 총을 구입해 돌란을 암살하려 하지만 실패하고, 돌란은 톰의 존재를 알아차린다. 돌란은 톰을 찾아내 폭행하지만, 죽이는 대신 고통스럽게 살아가도록 내버려둔다. 하지만 톰은 포기하지 않고, 돌란이 자주 다니는 도로 건설 현장에 취직하여 복수를 위한 함정을 판다. 거대한 구덩이를 만들어 돌란의 캐딜락을 빠뜨리는 데 성공하지만, 돌란은 죽지 않고 다른 탑승자만 부상을 입는다.
톰은 돌란을 구덩이에 가둔 뒤, 자신의 정체를 밝히고 돌란에게 복수를 시작한다. 돌란은 살려달라고 애원하지만, 톰은 그를 조롱하며 흙으로 구덩이를 채워버린다. 경찰은 돌란이 거대한 아동 성매매 범죄에 연루되었다는 사실을 알려주지만, 톰은 복수를 멈추지 않고 캐딜락 위를 콘크리트 블록으로 덮어 돌란을 묻어버린다. 경찰은 돌란을 기소할 충분한 증거를 확보했다는 전화를 하지만, 톰은 광적인 웃음을 터뜨릴 뿐이다.

## 출연진
- 웨스 벤틀리 - 톰 로빈슨
- 크리스천 슬레이터 - 지미 돌런
- 에마뉘엘 보지에 - 엘리자베스 로빈슨
- 그레그 브릭 - 서장
- 에이든 디바인 - 로먼
- 앨 사피엔자 - 플레처
- 카렌 르블랑 - 델타
- 코리 제네루 - 페드로
- 비비언 응 - 준 리
- 패트릭 버드 - 호세
- 유진 클라크 - 팅크
- 맥스 킨 - 대니
- 로버트 벤즈 - 보안관 밥
- 티머시 앨런 - 원수
- 에이미 메이티지오 - 에이미
- 토니 먼치 - 블로커
- 달라 비컴 - 리바
- 찰리 니더마이아 - 공사 노동자